# Anastáz Ivanovič Mikojan
Anastáz Ivanovič Mikojan (arménsky Անաստաս Հովհաննէսի Միկոյան; rusky Анаста́с Ива́нович Микоя́н; 25. listopadu 1895 Sanahin – 21. října 1978 Moskva) byl sovětský státník arménského původu, který byl politicky činný za éry Stalina a Chruščova. V letech 1926–1946 postupně vykonával funkce lidového komisaře pro vnitřní a zahraniční obchod, pro zásobování, pro potravinářský průmysl a pro zahraniční obchod.

## Život
Mikojan se stal roku 1910 členem bolševické strany a jakožto její člen se v Baku mezi lety 1910–1920 účastnil bojů proti odpůrcům bolševismu. Po smrti Vladimira Iljiče Lenina se ve vzniklém mocenském vakuu postavil na stranu Josifa Stalina. V srpnu 1936 podnikl s malou delegací pracovní cestu do USA, na které se měl lépe obeznámit s americkým potravinářským průmyslem. Na cestě jej směla doprovázet i jeho manželka.

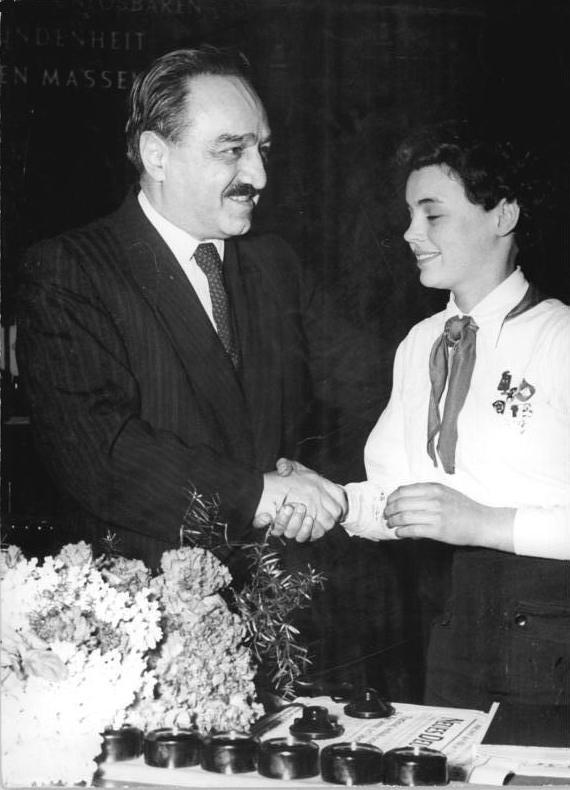
Mikojan s pionýry v Berlíně v roce 1954

V roce 1941 se stal předsedou Výboru pro zásobování Rudé armády potravinami a oblečením, členem Výboru pro evakuace a Státního výboru pro obnovu hospodářství osvobozených oblastí, od roku 1942 byl členem Státního výboru obrany.
Po Stalinově smrti podporoval Nikitu Chruščova v jeho destalinizující politice. Za éry Chruščova podnikl v letech 1955–1964, jakožto první náměstek předsedy Rady ministrů SSSR, mnoho významných oficiálních návštěv jak castrovské Kuby, tak i Spojených států amerických. V roce 1964 byl přinucen k ústupku, který Leonidu Brežněvovi umožnil převzít otěže moci v tehdejším Sovětském svazu. Hierarchicky poté Mikojan spadal právě pod Brežněva, který jej roku 1964 jmenoval předsedou Prezídia Nejvyššího sovětu, přičemž na tomto postu setrval až do rezignace roku 1965.

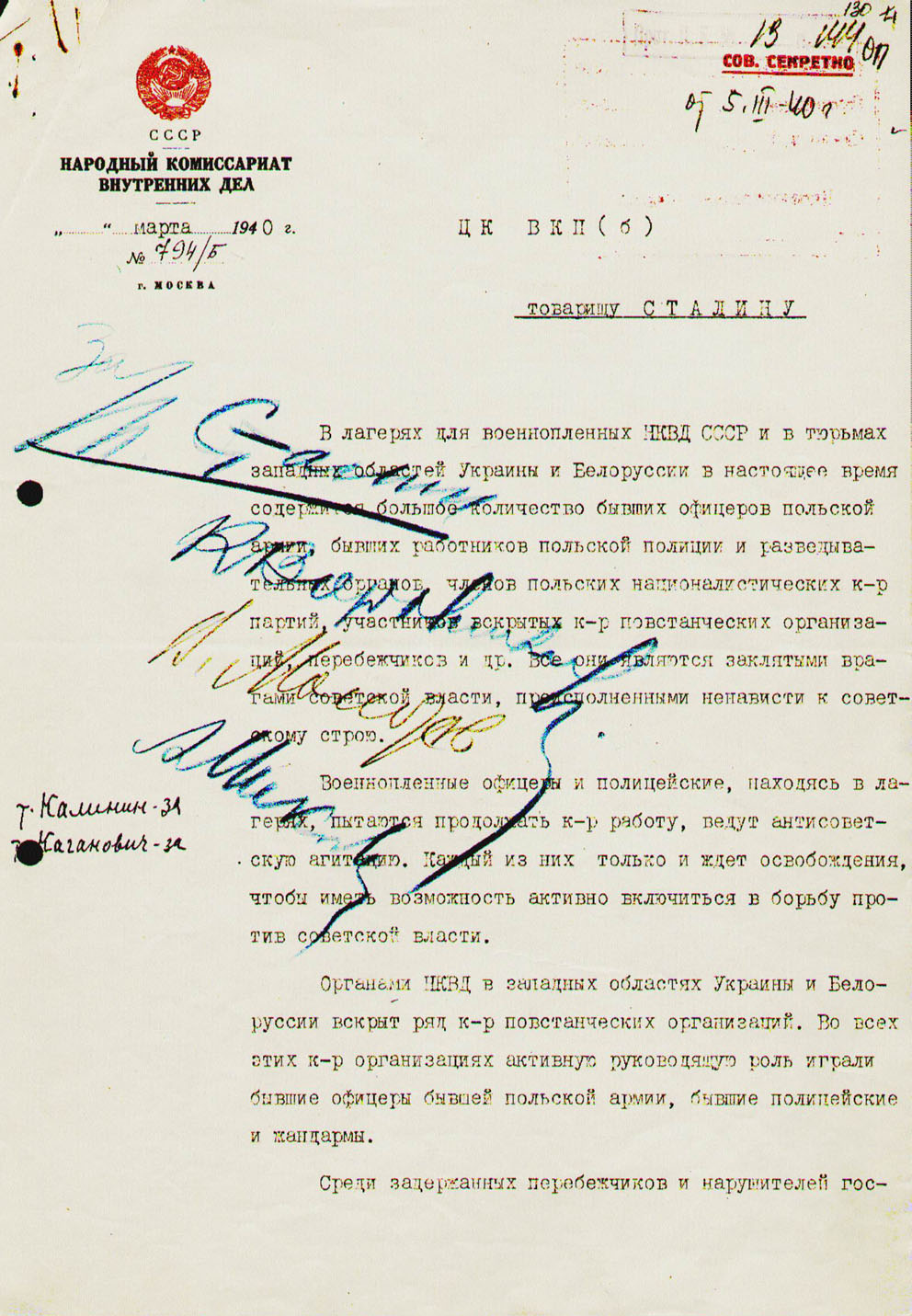
Příkaz k vraždě podepsaný Stalinem, vrchním sovětským vůdcem, Klimentem Vorošilovem, významným maršálem Rudé armády, Molotovem, sovětským diplomatem, a také Anastázem Mikojanem, vrchní autoritou Státního výboru obrany a souhlas k vraždě podepsaný Michailem Kalininem a Lazarem Kaganovičem

## Rodina
Jeho synem byl letecký konstruktér Ivan Mikojan. Vývoji letadel (MiG) se věnoval rovněž bratr Arťom Mikojan. Jeho vnuk je rockový hudebník Anastas Alexejevič Mikojan vystupující pod pseudonymem Stas Namin.

## Mikojan v lidové kultuře
Mikojanova dlouhověkost a politická obratnost se v 70. letech stala terčem lidového humoru:
—  Anastas Mikojan. „Od Iljiče k Iljiči…“ 
Jde o to, že Mikojan zahájil svou veřejnou kariéru u V. I. Lenina a dokončil ji nástupem L. I. Brežněva k moci.

## Spolupachatel Katyňského masakru

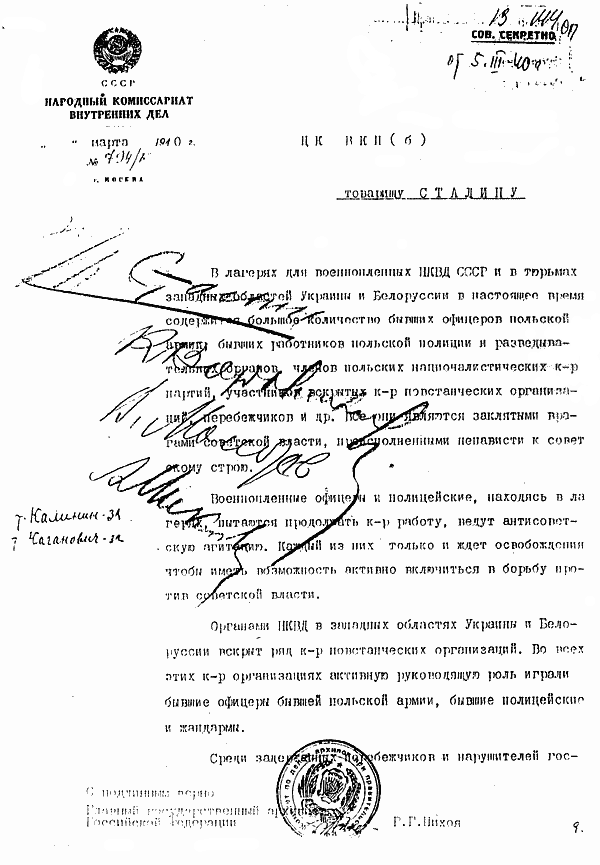
Berijův doplněk
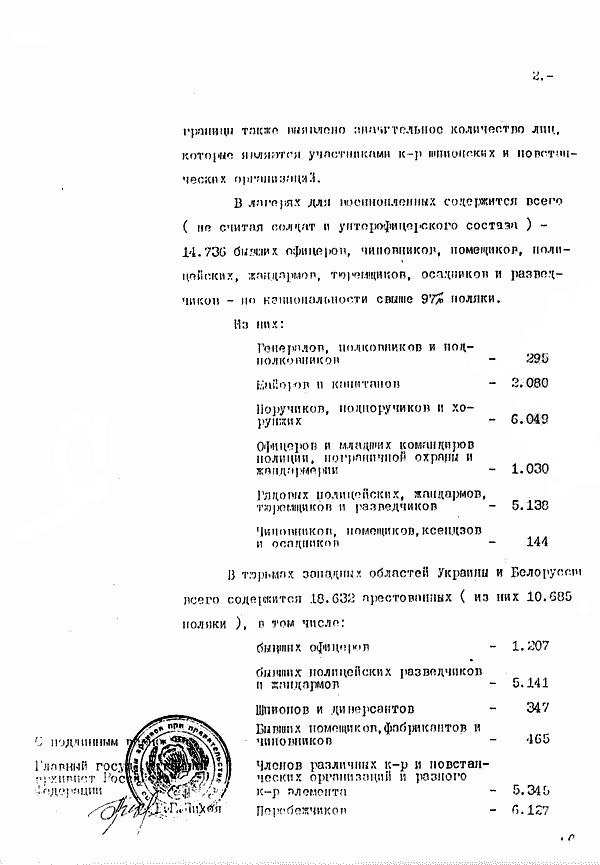
str. 2
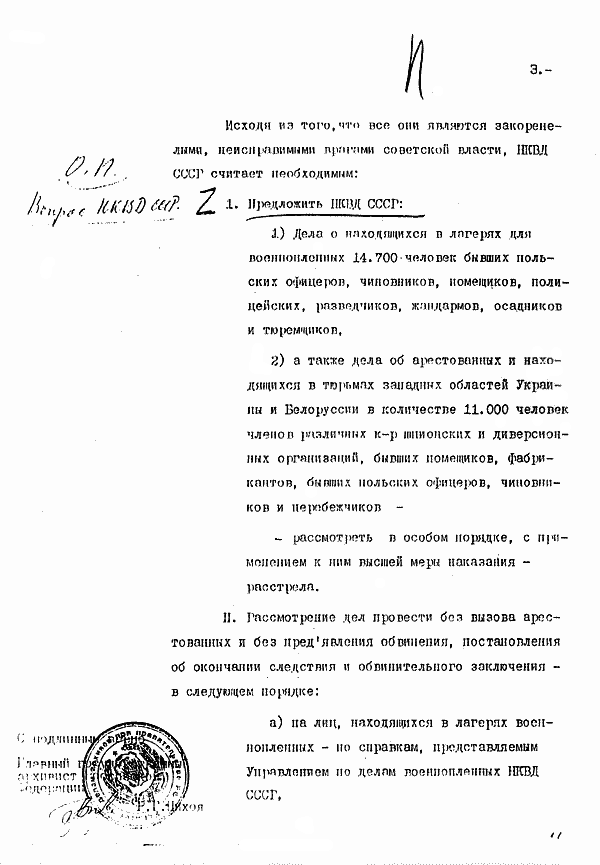
str. 3
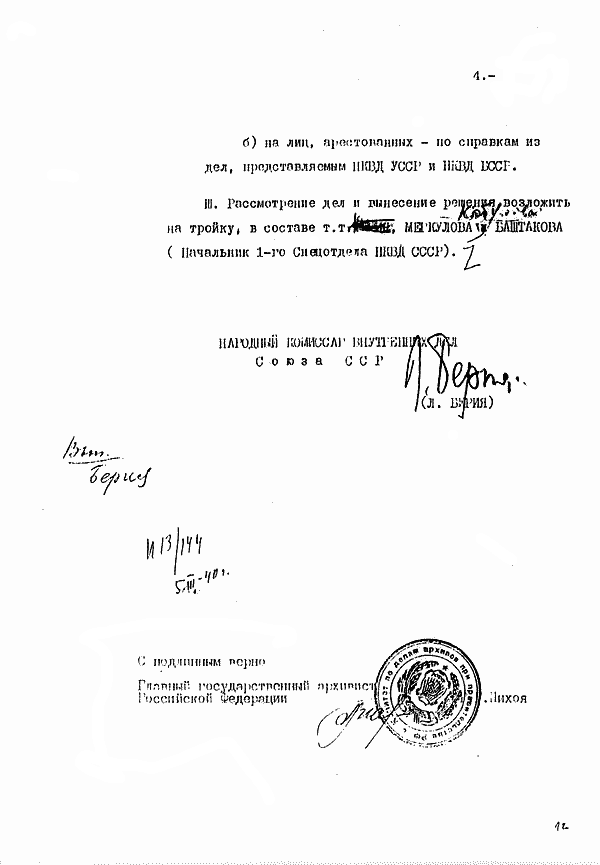
str. 4